# Svetka
Svetka je žensko osebno ime.

## Izvor imena
Ime Svetka je ženska oblika moškega osebnega imena Svetislav.

## Pogostost imena
Po podatkih Statističnega urada Republike Slovenije je bilo na dan 31. decembra 2007 v Sloveniji število ženskih oseb z imenom Svetka: 6.